# Theodor Stolojan
Theodor Dumitru Stolojan (* 24. října 1943) je rumunský politik. V letech 1991-1992 byl premiérem Rumunska, jakožto představitel Fronty národní spásy. Později vstoupil do Národní liberální strany a v letech 2000-2004 jí předsedal. Roku 2006 se se skupinou příznivců odtrhl a založil vlastní Liberální demokratickou stranu, v jejímž čele stál v letech 2006-2008, až do jejího sloučení s Demokratickou stranou a vytvoření Demokratické liberální strany. Před revolucí v roce 1989 pracoval v rumunské státní plánovací komisi a na ministerstvu financí.